# Xã Almont, Michigan
Xã Almont (tiếng Anh: Almont Township) là một xã thuộc quận Lapeer, tiểu bang Michigan, Hoa Kỳ. Năm 2010, dân số của xã này là 6.583 người.